# Galanthella mimica
Galanthella mimica är en fjärilsart som beskrevs av Aurivillius 1925. Galanthella mimica ingår i släktet Galanthella och familjen tandspinnare. Inga underarter finns listade i Catalogue of Life.